# Macrosolen acunae
Macrosolen acunae är en tvåhjärtbladig växtart som beskrevs av Danser. Macrosolen acunae ingår i släktet Macrosolen och familjen Loranthaceae. Inga underarter finns listade i Catalogue of Life.